# 2026-os labdarúgó-világbajnokság-selejtező (CAF – H csoport)
A 2026-os labdarúgó-világbajnokság afrikai selejtezőjének H csoportjának mérkőzéseit 2023 novembere és 2025 októbere között játsszák.
A csoportban Tunézia, az Egyenlítői-Guinea, Namíbia, Malawi, Libéria és São Tomé és Príncipe szerepel. A csoport győztese kijut a világbajnokságra. A csoport második helyezettjének lehetősége van a rájátszásba kerülni és játszani az interkontinentális pótselejtezőért, ha a legjobb négy második helyezett között végez.

## Tabella
| Hely. | Csapat               | M | Gy | D | V | G+ | G– | Gk | P  | Továbbjutás                                |     | Tunézia | Namíbia | Libéria | Malawi | Egyenlítői-Guinea | São Tomé és Príncipe |
| ----- | -------------------- | - | -- | - | - | -- | -- | -- | -- | ------------------------------------------ | --- | ------- | ------- | ------- | ------ | ----------------- | -------------------- |
| 1.    | Tunézia              | 4 | 3  | 1 | 0 | 6  | 0  | +6 | 10 | Kijut a 2026-os labdarúgó-világbajnokságra |     | —       | –       | –       | –      | 1–0               | 4–0                  |
| 2.    | Namíbia              | 4 | 2  | 2 | 0 | 6  | 1  | +5 | 8  | A rájátszás lehetséges résztvevője         |     | 0–0     | —       | 1–1     | –      | –                 | –                    |
| 3.    | Libéria              | 4 | 2  | 1 | 1 | 5  | 2  | +3 | 7  |                                            |     | –       | –       | —       | 0–1    | 3–0               | –                    |
| 4.    | Malawi               | 4 | 2  | 0 | 2 | 4  | 3  | +1 | 6  |                                            | 0–1 | –       | –       | —       | –      | 3–1               |                      |
| 5.    | Egyenlítői-Guinea    | 4 | 1  | 0 | 3 | 1  | 7  | −6 | 3  |                                            | –   | 0–3     | –       | 1–0     | —      | –                 |                      |
| 6.    | São Tomé és Príncipe | 4 | 0  | 0 | 4 | 1  | 10 | −9 | 0  |                                            | –   | 0–2     | 0–1     | –       | –      | —                 |                      |

1. ↑  Emilio Nsue eltiltása ellenére szerepelt a válogatott első két mérkőzésén, így győzelmeiket megvonta a FIFA.[3]

## Mérkőzések
| 2023. november 15. 14:00 (UTC+1) |

| Egyenlítői-Guinea | 0–3               | Namíbia |
| ----------------- | ----------------- | ------- |
| Nsue 67'          | (0–0) Jegyzőkönyv |         |

| Estadio de Malabo, Malabo Játékvezető: Ali Sabilla (ugandai) |

| 2023. november 17. 16:00 (UTC±0) |

| Libéria | 0–1               | Malawi     |
| ------- | ----------------- | ---------- |
|         | (0–0) Jegyzőkönyv | Mphasi 78' |

| Samuel Kanyon Doe Sports Complex, Paynesville Játékvezető: Antoine Effa (kameruni) |

| 2023. november 17. 20:00 (UTC+1) |

| Tunézia                                      | 4–0               | São Tomé és Príncipe |
| -------------------------------------------- | ----------------- | -------------------- |
| Meriah 37' el-Mszákn 53' Rafia 79' Firas 88' | (1–0) Jegyzőkönyv |                      |

| Stade Hammadi Agrebi, Tunisz Nézőszám: 10 000 Játékvezető: Joseph Odey Ogabor (nigériai) |

| 2023. november 20. 16:00 (UTC±0) |

| Libéria | 3–0         | Egyenlítői-Guinea |
| ------- | ----------- | ----------------- |
|         | Jegyzőkönyv | Nsue 9'           |

| Samuel Kanyon Doe Sports Complex, Paynesville Nézőszám: 3044 Játékvezető: Karim Sabry (marokkói) |

| 2023. november 21. 15:00 (UTC+2) |

| Malawi | 0–1               | Tunézia                   |
| ------ | ----------------- | ------------------------- |
|        | (0–0) Jegyzőkönyv | el-Mszákní 87' (11-esből) |

| Bingu Nemzeti Stadion, Lilongwe Nézőszám: 23 000 Játékvezető: Aklesso Gnama (togói) |

| 2023. november 21. 17:00 (UTC+1) |

| São Tomé és Príncipe | 0–2               | Namíbia                       |
| -------------------- | ----------------- | ----------------------------- |
|                      | (0–1) Jegyzőkönyv | Tjiueza 9' Mateus 75' (öngól) |

| Adrar Stadion, Agadir (Marokkó) Játékvezető: Ousmane Diakate (mali) |

| 2024. június 5. 18:00 (UTC+2) |

| Namíbia      | 1–1               | Libéria    |
| ------------ | ----------------- | ---------- |
| Karuuombe 8' | (1–0) Jegyzőkönyv | Sackor 65' |

| Orlando Stadium, Johannesburg (Dál-afrikai Köztársaság) Játékvezető: Messie Jessie Oved Nkounkou Mvoutou (kongói) |

| 2024. június 5. 20:00 (UTC+1) |

| Tunézia                     | 1–0               | Egyenlítői-Guinea |
| --------------------------- | ----------------- | ----------------- |
| Ben Romdhane 82' (11-esből) | (0–0) Jegyzőkönyv |                   |

| Hammadi Agrebi Stadium, Tunisz Nézőszám: 25 000 Játékvezető: Abongile Tom (dél-afrikai) |

| 2024. június 6. 15:00 (UTC+2) |

| Malawi                           | 3–1               | São Tomé és Príncipe |
| -------------------------------- | ----------------- | -------------------- |
| Kawonga 6' Nkhoma 14' Mphasi 78' | (2–0) Jegyzőkönyv | Silva 67'            |

| Bingu National Stadium, Lilongwe Nézőszám: 14 000 Játékvezető: Ahmed Arajiga (tanzániai) |

| 2024. június 9. 14:00 (UTC+1) |

| São Tomé és Príncipe | 0–1               | Libéria   |
| -------------------- | ----------------- | --------- |
|                      | (0–0) Jegyzőkönyv | Sesay 90' |

| Stade municipal d'Oujda, Vuzsda (Marokkó) Játékvezető: Andofetra Rakotojaona (madagaszkári) |

| 2024. június 9. 21:00 (UTC+2) |

| Namíbia | 0–0         | Tunézia |
| ------- | ----------- | ------- |
|         | Jegyzőkönyv |         |

| Orlando Stadium, Johannesburg (Dál-afrikai Köztársaság) Játékvezető: Dahane Beida (mauritániai) |

| 2024. június 10. 14:00 (UTC+1) |

| Egyenlítői-Guinea | 1–0               | Malawi |
| ----------------- | ----------------- | ------ |
| Salvador 81'      | (0–0) Jegyzőkönyv |        |

| Estadio de Malabo, Malabo Játékvezető: Lamin Jammeh (gambiai) |

| 2025. március |

| Egyenlítői-Guinea | – | São Tomé és Príncipe |
| ----------------- | - | -------------------- |
|                   |   |                      |

|  |

| 2025. március |

| Malawi | – | Namíbia |
| ------ | - | ------- |
|        |   |         |

|  |

| 2025. március |

| Libéria | – | Tunézia |
| ------- | - | ------- |
|         |   |         |

|  |

| 2025. március |

| Namíbia | – | Egyenlítői-Guinea |
| ------- | - | ----------------- |
|         |   |                   |

|  |

| 2025. március |

| Tunézia | – | Malawi |
| ------- | - | ------ |
|         |   |        |

|  |

| 2025. március |

| Libéria | – | São Tomé és Príncipe |
| ------- | - | -------------------- |
|         |   |                      |

|  |

| 2025. szeptember |

| Namíbia | – | Malawi |
| ------- | - | ------ |
|         |   |        |

|  |

| 2025. szeptember |

| São Tomé és Príncipe | – | Egyenlítői-Guinea |
| -------------------- | - | ----------------- |
|                      |   |                   |

|  |

| 2025. szeptember |

| Tunézia | – | Libéria |
| ------- | - | ------- |
|         |   |         |

|  |

| 2025. szeptember |

| Egyenlítői-Guinea | – | Tunézia |
| ----------------- | - | ------- |
|                   |   |         |

|  |

| 2025. szeptember |

| Namíbia | – | São Tomé és Príncipe |
| ------- | - | -------------------- |
|         |   |                      |

|  |

| 2025. szeptember |

| Malawi | – | Libéria |
| ------ | - | ------- |
|        |   |         |

|  |

| 2025. október |

| São Tomé és Príncipe | – | Tunézia |
| -------------------- | - | ------- |
|                      |   |         |

|  |

| 2025. október |

| Malawi | – | Egyenlítői-Guinea |
| ------ | - | ----------------- |
|        |   |                   |

|  |

| 2025. október |

| Libéria | – | Namíbia |
| ------- | - | ------- |
|         |   |         |

|  |

| 2025. október |

| Egyenlítői-Guinea | – | Libéria |
| ----------------- | - | ------- |
|                   |   |         |

|  |

| 2025. október |

| São Tomé és Príncipe | – | Malawi |
| -------------------- | - | ------ |
|                      |   |        |

|  |

| 2025. október |

| Tunézia | – | Malawi |
| ------- | - | ------ |
|         |   |        |

|  |

Megjegyzések
1. 1 2  Emilio Nsue annak ellenére szerepelt a mérkőzésen, hogy a FIFA eltiltotta, így a szervezet megvonta a győzelmet a válogatottól a csoportkör első két mérkőzésén. Az eredeti eredmény mindkét alkalommal 1–0 volt.